# UNISOC
UNISOC (кит.: 展紫光展锐) — китайська компанія із виробництва напівпровідників зі штаб-квартирою в Шанхаї. Компанія спеціалізується на виготовленні чипсетів для мобільних телефонів. Це 17-та найбільша в світі компанія з виробництва напівпровідників, яка не має власних заводів.

## Огляд компанії
Spreadtrum має дослідницькі центри в Шанхаї, Пекіні, Тяньцзіні, Сучжоу, Ханчжоу, Ченду, Сямень, США, Фінляндії та Індії, центр технічної підтримки в Шеньчжені та міжнародні офіси підтримки в Південній Кореї, Тайвані та Мексиці. Її продукти підтримують широкий спектр стандартів бездротового зв'язку, включаючи GSM, GPRS, EDGE, TD-SCDMA, W-CDMA, HSPA + і TD-LTE.
Компанія спочатку випускала чипи для мобільних телефонів на базі технології GSM, але більшість її ресурсів зараз зосереджені на китайському стандарті TD-SCDMA 3G . Крім GSM і комбінованих чипсетів базового діапазону GSM / TD-SCDMA, Spreadtrum також постачає чипи для двох китайських стандартів мобільного телебачення: TD-MBMS та CMMB.
Spreadtrum раніше був публічною акціонерною компанією, зареєстрованою на біржі NASDAQ, але погодився на придбання компанією Tsinghua Unigroup в липні 2013 року приблизно за 1,78 млрд. дол. США. Угоду було завершено 23 грудня 2013 року. Після купівлі компанією Tsinghua Unigroup, Spreadtrum стала частиною нового бренду UNISOC Communications і активно приєдналася до розвитку 5G технологій у Китаї.